# Salamandra algira
Salamandra algira — вид хвостатих земноводних родини саламандрових (Salamandridae). Отруйна амфібія.

## Поширення
Вид поширений на північному заході Африки. Трапляється в Марокко (гори Ер-Риф та Середній Атлас), в Сеуті (територія Іспанії) та Алжирі (прибережні гірські хребти). Існує музейний зразок цього виду з північного Тунісу, але спостережень в природі там немає.

## Спосіб життя
Живе у вологих гірських лісах. Трапляється під камінням та корінням дерев, у печерах. На більшій частині ареалу самиці відкладають ікру (у кладці 8-50 ікринок), лише на Тінгітанському півострові (Північне Марокко) спостерігається живородіння — самиця народжує 15-16 личинок.